# Taco Hajo van den Honert (Theologe)

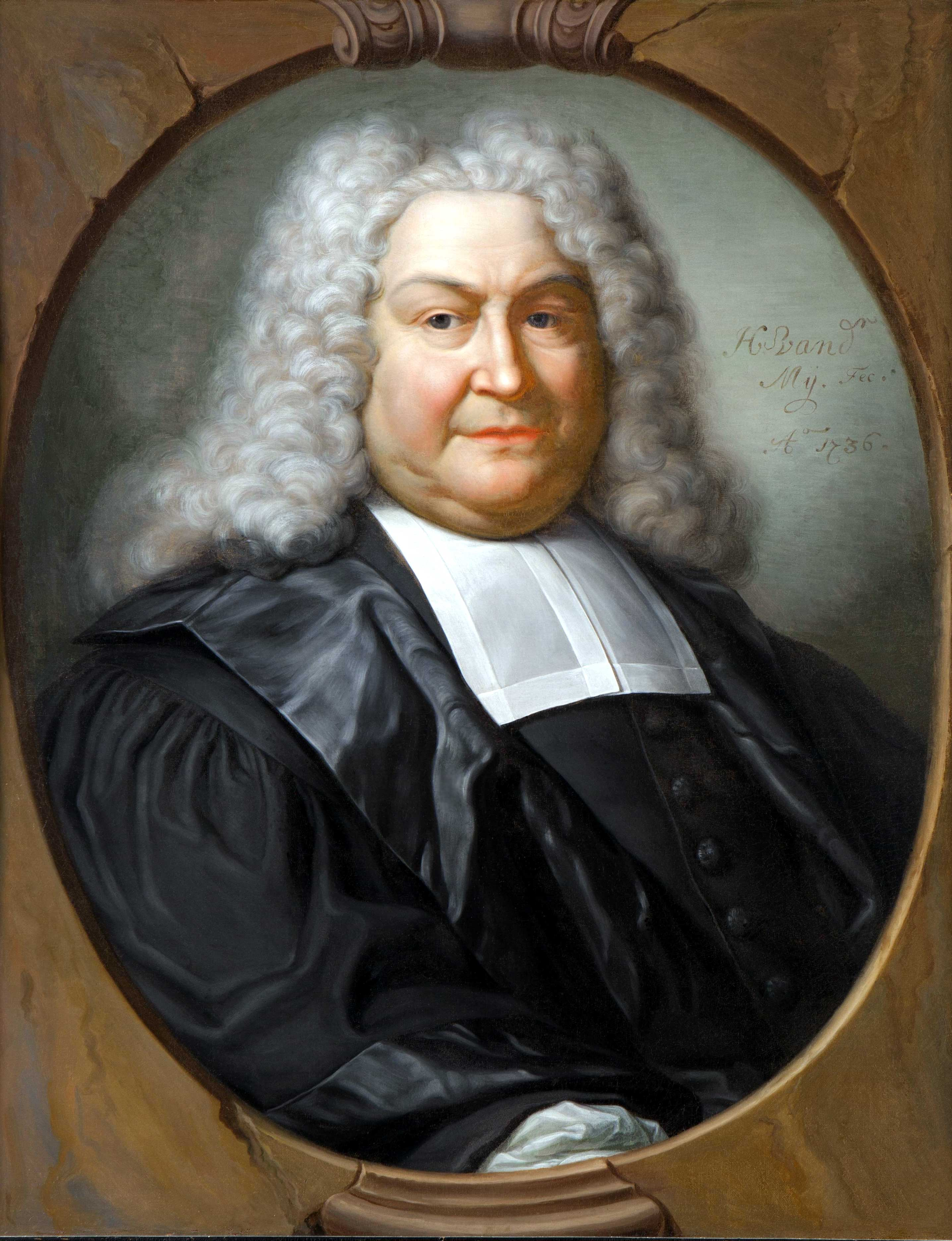
Taco Hajo van den Honert

Taco Hajo van den Honert (* 16. März 1666 in Norden (Ostfriesland); † 23. Februar 1740 in Leiden) war ein deutscher reformierter Theologe.

## Leben
Taco Hajo war der Sohn des Ingenieurs und Kriegskommissars Johann von Honart und dessen Frau Ida Hajinga. Bereits früh hatte er seine Mutter verloren, so dass seine Großmutter Hasia van der Meyde seine Erziehung übernahm. Mit acht Jahren begann er seine Ausbildung an der Schule in Emden, die er als Dreizehnjähriger beendete, da er nach der Beurteilung seiner Lehrer eine akademische Ausbildung beginnen sollte. Jedoch der Vater empfand, dass er dafür noch zu jung wäre, ließ ihn noch zwei Jahre in Norden sich praktischen Dingen widmen und erhielt von seinem Vater eine weiterführende mathematische Ausbildung. 1681 bezog er die Universität Marburg, wo er die Sprachen, Mathematik und Physik studierte.
Seine Studien setzte am 6. September 1683 an der Universität Leiden fort, wo er unter anderem die Vorlesungen von Friedrich Spanheim, Stephanus le Moine und Christoph Wittich (1625–1687) besuchte. Vor allem Wittich war es der ihn für eine theologische Laufbahn gewinnen konnte und ihn mit der Philosophie des René Descartes und der theologischen Auffassung des Johannes Coccejus vertraut machte. Unter Burchard de Volder verteidigte er hier die Abhandlung Disputatio philosophica de mundi in tempore productione (1686) und ging 1687 zur Fortsetzung seiner Ausbildung an die Illustre Schule von Dordrecht, wo Salomon van Til sein prägender Lehrer wurde. Im April 1689 erhielt er eine Berufung als Pfarrer in Hendrik-Ido-Ambacht, wo er auch als Lehrer wirkte. 
Hier begann er an seinem Erstlingswerk De waarachtige wegen, die God met den mensch houd, uit een vast grondbeginsel, door hulp van de ingeschapene openbaring Gods afgeleidt en zamengeschakelt zu arbeiten, welches im ersten Band 1695 in Dordrecht und 1703 in Amsterdam erschien. 1730 hatte er es um einen zweiten Band vermehrt und durch seinen Sohn Johannes van den Honert wurde 1742 der dritte Teil veröffentlicht. 1694 erhielt Honert eine Berufung als Pfarrer nach Brielle, welche Tätigkeit er vom 21. März 1694 bis zum 24. April 1698 ausfüllte. Denn am 8. April 1698 hatte er eine Berufung als Pfarrer nach Amsterdam erhalten, welche Stellung er am 18. Mai 1698 antrat. Hier etablierte sich van den Honert als exegetischer und dogmatischer Autor theologischer Schriften, womit er sich einen hervorragenden Ruf als reformierter Theologe der Föderaltheologie erwarb und sich mancher literarischer Auseinandersetzung stellte. 
Dies brachte ihm am 29. August 1714 eine Berufung als Professor der Theologie an die Universität Leiden ein. Nachdem er am 31. Oktober 1714 vom Senat der Hochschule das Ehrendoktorat der Theologie erhalten hatte, trat er am Folgetag das Amt mit der Einführungsrede „De mysterio primi et secundi Adami“ an. Am 18. Oktober 1721 erhielt er den Lehrstuhl für hebräische Altertümer, wozu er am 5. Dezember des gleichen Jahres die Einführungsrede „De necessario ad recte interpretandam scripturam sacram, Antiquitatum Hebraicarum cognitune“ hielt. Nachdem er sich 1720/21, sowie 1732/33 als Rektor der Alma Mater auch an den organisatorischen Aufgaben der Hochschule beteiligt hatte, wurde er am 12. Juli 1734 aufgrund seines fortgeschrittenen Alters aus seiner Lehrtätigkeit entlassen. 
Van den Honert war zwei Mal verheiratet. Seine erste Ehe schloss er am 5. September 1689 mit Jacomina van Asperen (* Dordrecht; † 10. August 1705 in Amsterdam), die Tochter des Gisbert van Asperen und der Maria de Witt. Aus der Ehe sind dreizehn Kinder hervorgegangen. Von diesen kennt man Johann van den Honert, Maria van den Honert (get. 5. Dezember 1694 in Brille), Anton (get. 28. April 1696 in Brille) und Antonia van den Honert (get. 29. November 1697 in Brille). Seine zweite Ehe ging er am 10. August 1707 in Amsterdam mit Elisabeth van Midlum ein.

## Werke
- „De waarachtige wegen, die God met den mens houd. uyt een vast grond-beginsel, volgens de ingeschapene en geschreevene Openbaaring Gods afgeleidt en zamen-geschakelt.“ Dordrecht 1695, 2. Aufl. Amst. 1706; 4. Aufl. Utrecht-Leiden 1741–1742
- „Nodige voor-bereiding tot ontdekking van de regie meening. des Apostels Paulus in sijnen uitmuntenden send-briev aan den Romeinen.“ Franeker-Leiden 1698
- „Kort-bondig vertoog van Christus afkomst uyt David. Betoogt uyt Mariaas ervdogterschap in het huys van David.“ Amsterdam 1702, 1714; Leiden 1737
- „Epistola de stylo N.T. Graeco. In: Syntagma dissertationum de stylo Novi Testamenti Graeco.“ Amsterdam 1702; 1703
- „Beknopte zamenbinding der godlike naarheden die de mens te gelooven. en te betragten heeft, om salig te worden.“ Amsterdam 1703, Leiden 1723, 1736, Amsterdam 1752
- „Briev aan den heer Fredericus van Leenhof, predikant tot Zwolle, wegens sijn boek. genaamt De hemel op aarden.“ Amsterdam 1703, 1704
- „Briev aan den Heer Fredericus van Leenhof, predikant tol Zwolle, wegens de redenkundige aanmerkingen, en de opheldering van sijnen hemel op aarde.“ Amsterdam 1704
- „Weder-antwoord op het korte-antwoord van den heer Fredericus van leenhof, predikant te Zwolle: wegens de redenkundige aanmerkingen, enzov. waar in desselvs ongegrond beklag veriedelt wordt.“ Amsterdam 1704
- „Vierde briev aan den heer Fredericus van Leenhof.“ Amsterdam 1704
- „Vyfde briev aan den heer Fredericus van Leenhof.“ Amsterdam 1704
- „Nodige aantekeningen op de artikelen tot satisfactie van de eerw. kerken-raad lol Zwolle, voorgestelt aan D. F. van Leenhof.“ Amsterdam 1705
- „Briev waar in betoogt is. dat de leere der Pelagiaanen. en Remonstranten, van 's menschen vrye wil, met Gods alweetende. en onfeilbaare voorkennis geensins bestaanbaar is.“ (1705)
- „Schrivtmatig venoog over Luc: VIL35.“ Amsterdam 1706
- „Willem Deurhofs hardnekkigheid en verlegenheid, in het bemantelen van sijne  heilloose gevoelens, uyt sijne gewaande oplossing van tegenwerpingen en uytvlugten. ontdekt, en aan 't ligt gebragt.“ Amsterdam 1707
- „Briev over het huwelik van Boaz en Ruth (1709). In: G. Outhof. Verklaaringe over 't boek van Ruth.“ Emden 1711; Leiden 1743
- „Hel hooge-priesterschap van Christus naar de ordening van Melchisedek. door eene ontleding en verklaaring van hel sevende hoofdstuk in Paulus sendbriev aan den Hebreen, open gelegt. en aangeweesen.“ Amsterdam 1712
- „De Messias, verheerlikt aan des Heeren regterhand (...) Met een aanhangsel ter verdediging van Melchisedeks waare menschheid. en lighaamlike onstervlikheid.“ Amsterdam 1714
- „Antwoord op het ongegronde klaag-schrivt. rakende het verschil over den persoon van Melchisedek.“ Amsterdam 1714
- „Dissertatio. qua primus et secundus Adamus ex illuslrissimo oraculo, ecce homo factus est sicut unus ex nobis, eruuntur. ac repraesentanlur.“ Leiden 1714; niederländisch In: Afscheid van Amsteldam (1715)
- „Afscheid van Amsteldam; en intreerede tot Leyden.“ Leiden 1715
- „Dissertatio inauguralis de necessaria. ad rede interpretendam Scripturam Sacram. antiquitalum Hebraicarum cognitione.“ Leiden 1721; 1738
- „Dissertatio de theologiae propheticae necessitate. eiusque perpetuo in ecclesia usu.“ Leiden 1721
- „De grouwlikheid en verfoeyelikheid der hoerery, wegens de nu doorgebrookene schandelikheeden.“ Leiden 1730
- „Dissertatio de religionis indifferentismo. Leiden 1733; niederländisch: Redevoering over de onverschilligheit des godsdiensts.“ Leiden 1733
- „Dissertationes historicae.“ Leiden, 1738; 1739 (enthält)
  - I. „De creatione mundi.“
  - II. „De situ Edenis. et horti. quem Deus ipse ea in regione plantavit.“
  - III. „De lingua primaeva. eiusque propagalione. atque inde natis variis ac multiplicibus dialectis: secundum narralionem Mosis.“
- „Rhetorica ecclesiastica. in usum auditorii domestici consumpta.“ Leiden 1742
- „Brieven, aan den weledelen grootagtbaren heer mr. Nicolaas Wilsen, burgermeester en raad der stad Amsteldam. Herausgegeben durch J. van den Honert.“ Leiden, 1744